# 西田修
西田 修（にしだ おさむ、1970年2月13日 - ）は、元テレビ愛知のアナウンサー。

## 人物
大阪府大阪市出身。神戸学院大学 法学部卒。フリーアナウンサーとして活動の他、関西で各種スクールを主宰。
2006年より大阪市阿倍野区にある文の里商店街協同組合と合同で地域の学生による声掛け案内放送を企画し、商店街の活性化支援に取り組んでいる。大阪モーターショーでは2001年からメインステージの司会兼ディレクターを担当。
朝日放送『探偵!ナイトスクープ』では滑舌関係の依頼で呼ばれた回が番組DVDに収録されている。また、読売テレビ『マヨなか笑人』でも関西で珍しい滑舌専門家として取材され、番組内でオリジナルの早口言葉を出演者に出題した。